# Arctosa kolosvaryi
Arctosa kolosvaryi este o specie de păianjeni din genul Arctosa, familia Lycosidae. A fost descrisă pentru prima dată de Caporiacco, 1947.
Este endemică în Etiopia. Conform Catalogue of Life specia Arctosa kolosvaryi nu are subspecii cunoscute.